# Ellesse Andrews
Ellesse Andrews (Christchurch, 31 de diciembre de 1999) es una deportista neozelandesa que compite en ciclismo en la modalidad de pista.
Participó en dos Juegos Olímpicos de Verano, obteniendo cuatro medallas, plata en Tokio 2020, en la prueba de keirin, y tres en París 2024, oro en velocidad individual y keirin y plata en velocidad por equipos (junto con Rebecca Petch y Shaane Fulton).
Ganó dos medallas en el Campeonato Mundial de Ciclismo en Pista de 2023, oro en keirin y bronce en velocidad individual.

## Medallero internacional
| Juegos Olímpicos   | Juegos Olímpicos      | Juegos Olímpicos  | Juegos Olímpicos      |
| Año                | Lugar                 | Medalla           | Competición           |
| ------------------ | --------------------- | ----------------- | --------------------- |
| 2020               | Tokio (Japón)         | Medalla de plata  | Keirin                |
| 2024               | París (Francia)       | Medalla de oro    | Velocidad individual  |
| 2024               | París (Francia)       | Medalla de oro    | Keirin                |
| 2024               | París (Francia)       | Medalla de plata  | Velocidad por equipos |
| Campeonato Mundial |                       |                   |                       |
| Año                | Lugar                 | Medalla           | Competición           |
| 2023               | Glasgow (Reino Unido) | Medalla de oro    | Keirin                |
| 2023               | Glasgow (Reino Unido) | Medalla de bronce | Velocidad individual  |